# Fowlea unicolor
Fowlea unicolor — вид змій родини полозових (Colubridae). Ендемік Шрі-Ланки.